# 王光輝 (少將)
王光輝，男，漢族，中共政治人物，军事人物，中共黨員。
中國人民解放军少將军階，曾任貴州省軍區副司令員。2021年9月，王氏以貴州省军区副司令员身分到貴州省长顺县人武部检查调研基层工作，並指出對長順縣的武裝工作表示充分的肯定